# مایک هنری
مایک هنری (به انگلیسی: Mike Henry) (زاده ۲۵ مارس ۱۹۶۴) کمدین، تهیه‌کننده، خواننده، صداپیشه و نویسنده آمریکایی است. او به خاطر صداپیشگی در سریال‌های مرد خانواده و کلیولند شو مشهور شده‌است.